# Departamento de Recreación y Parques de la Ciudad de Los Ángeles
El Departamento de Recreación y Parques de la Ciudad de Los Ángeles opera y mantiene los parques, áreas de juego, piscinas, campos de golf, parques de patinaje y centros recreativos de la Ciudad de Los Ángeles; además de ofrecer programación recreativa.

## Historia
En 1904, Los Ángeles fundó el primer Departamento de Campos de Juegos y Recreación administrado por una ciudad en los Estados Unidos, y el primer campo de juegos se abrió al año siguiente. En 1947, el gobierno de Los Ángeles combinó el Departamento de Parques y el Departamento de Campos de Juegos y Recreación en el Departamento de Recreación y Parques, combinando las dos organizaciones. 

## Observatorio Griffith
Desde su apertura en 1935, el Observatorio Griffith ha sido propiedad y está operado por el Departamento de Recreación y Parques de la Ciudad de Los Ángeles.